# Anthurium vallense
Anthurium vallense är en kallaväxtart som beskrevs av Thomas Bernard Croat. Anthurium vallense ingår i släktet Anthurium och familjen kallaväxter. Inga underarter finns listade.